# Syria na Letnich Igrzyskach Olimpijskich 2020
Syria (Syryjska Republika Arabska) na Letnich Igrzyskach Olimpijskich 2020 – występ kadry sportowców reprezentujących Syrię na igrzyskach olimpijskich, które odbyły się w Tokio w Japonii, w dniach 23 lipca - 8 sierpnia 2021 roku.  
Reprezentacja Syryjskiej Republiki Arabskiej liczyła pięciu zawodników (1 kobieta i 5 mężczyzn), którzy wystąpili w 6 dyscyplinach. To czternasty z kolei udział tego kraju w letnich igrzyskach.

## Zdobyte medale
| Medal | Zawodnik  | Dyscyplina           | Konkurencja | Rezultat | Data       |
| ----- | --------- | -------------------- | ----------- | -------- | ---------- |
| Brąz  | Man Asaad | Podnoszenie ciężarów | +109 kg     | 424 pkt  | 4 sierpnia |

## Reprezentanci
| Zawodnik           | Data urodzenia         | Dyscyplina           |
| ------------------ | ---------------------- | -------------------- |
| Man Asaad          | 20 listopada 1993(dts) | Podnoszenie ciężarów |
| Majd Eddin Ghazal  | 21 kwietnia 1987(dts)  | Lekkoatletyka        |
| Ahmad Saber Hamcho | 25 listopada 1992(dts) | Jeździectwo          |
| Ayman Kelzi        | 7 stycznia 1993(dts)   | Pływanie             |
| Mohamad Maso       | 23 lipca 1993(dts)     | Triathlon            |

| Zawodniczka | Data urodzenia       | Dyscyplina    |
| ----------- | -------------------- | ------------- |
| Hend Zaza   | 1 stycznia 2009(dts) | Tenis stołowy |

## Wyniki

### Jeździectwo
| Ahmad Hamcho | indywidualnie | Deville | EL | [ 1 ] [ 2 ] |

### Lekkoatletyka
| Zawodnik             | Konkurencja    | Kwalifikacje | Kwalifikacje | Finał | Finał   | Źródło |
| Zawodnik             | Konkurencja    | Wynik        | Miejsce      | Wynik | Miejsce | Źródło |
| -------------------- | -------------- | ------------ | ------------ | ----- | ------- | ------ |
| Majed El Dein Ghazal | skok wzwyż (m) | 2,21         | 19.          | NQ    | NQ      | [ 3 ]  |

### Pływanie
| Zawodnik    | Konkurencja          | Eliminacje | Eliminacje | Półfinał | Półfinał | Finał | Finał   | Źródło |
| Zawodnik    | Konkurencja          | Czas       | Miejsce    | Czas     | Miejsce  | Czas  | Miejsce | Źródło |
| ----------- | -------------------- | ---------- | ---------- | -------- | -------- | ----- | ------- | ------ |
| Ayman Kelzi | 200 m motylkowym (m) | 1:59,57    | 32.        | NQ       | NQ       | NQ    | NQ      | [ 4 ]  |

### Podnoszenie ciężarów
| Zawodnik  | Konkurencja      | Rwanie | Rwanie  | Podrzut | Podrzut | Razem  | Pozycja | Źródło |
| Zawodnik  | Konkurencja      | Wynik  | Pozycja | Wynik   | Pozycja | Razem  | Pozycja | Źródło |
| --------- | ---------------- | ------ | ------- | ------- | ------- | ------ | ------- | ------ |
| Man Asaad | +109 kg mężczyzn | 190 kg | 3.      | 234 kg  | 4.      | 424 kg | brąz    | [ 5 ]  |

### Tenis stołowy
| Zawodnik  | Konkurencja        | Eliminacje       | Runda 1          | Runda 2          | Runda 3          | 1/8 finału       | Ćwierćfinały     | Półfinały        | Finał            | Finał   | Źródło |
| Zawodnik  | Konkurencja        | Przeciwnik Wynik | Przeciwnik Wynik | Przeciwnik Wynik | Przeciwnik Wynik | Przeciwnik Wynik | Przeciwnik Wynik | Przeciwnik Wynik | Przeciwnik Wynik | Pozycja | Źródło |
| --------- | ------------------ | ---------------- | ---------------- | ---------------- | ---------------- | ---------------- | ---------------- | ---------------- | ---------------- | ------- | ------ |
| Hend Zaza | gra pojedyncza (k) | Liu Jia P 0-4    | NQ               | NQ               | NQ               | NQ               | NQ               | NQ               | NQ               | 65.     | [ 6 ]  |

### Triathlon
| Zawodnik     | Konkurencja | Pływanie | Zmiana 1 | Jazda na rowerze | Zmiana 2 | Bieg  | Czas    | Pozycja | Źródło |
| ------------ | ----------- | -------- | -------- | ---------------- | -------- | ----- | ------- | ------- | ------ |
| Mohamad Maso | mężczyźni   | 18:07    | 0:42     | 58:10            | 0:40     | 36:33 | 1:54:12 | 46.     | [ 7 ]  |